# Bahnradsport-Weltmeisterschaften 1935
Die Bahnradsport-Weltmeisterschaften 1935 fanden vom 10. bis 18. August 1935 auf der Radrennbahn im Heysel-Stadion von Brüssel statt.
Die Bahn war eine mobile Bahn mit Querlatten, was für donnernden Lärm sorgte. Die Wettbewerbe waren gut besucht, so fanden die Finale der Sprint-Wettbewerbe vor 50 000 Zuschauern statt.
Für die Amateur-Weltmeisterschaft der Flieger hatten 40 Fahrer aus 13 Ländern, für die WM der Profis 27 Fahrer aus zehn Ländern gemeldet. Bei den Stehern waren 15 Gespanne aus neun Nationen am Start.
Bei dem parallel stattfindenden Kongress der Union Cycliste Internationale (UCI) wurde die Aufnahme Japans in den Weltradsportverband beschlossen.

## Resultate der Berufsfahrer
| Disziplin                 | Platz | Land            | Athlet                           |
| ------------------------- | ----- | --------------- | -------------------------------- |
| Fliegerrennen über 1000 m | 1     | Belgien         | Jef Scherens                     |
|                           | 2     | Deutsches Reich | Albert Richter                   |
|                           | 3     | Frankreich      | Louis Gérardin                   |
| Steherrennen              | 1     | Frankreich      | Charles Lacquehay/ Marcel Besson |
| über 100 km               | 2     | Deutsches Reich | Erich Metze/Maurice Ville        |
|                           | 3     | Belgien         | Georges Ronsse/Ernest Pasquier   |

## Resultate der Amateure
| Disziplin     | Platz | Land            | Athlet            |
| ------------- | ----- | --------------- | ----------------- |
| Fliegerrennen | 1     | Deutsches Reich | Toni Merkens      |
| über 1000 m   | 2     | Niederlande     | Arie van Vliet    |
|               | 3     | Niederlande     | Jef van de Vijver |